# André de Staercke

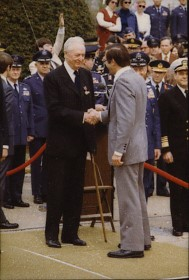
André de Staercke décoré en 1976 par le président Ford pour son rôle dans l'OTAN.

André de Staercke est une personnalité politique belge, née à Gand le 11 octobre 1913 et morte à Bruxelles le 27 décembre 2001.
Les différentes fonctions qu'il a occupées, auprès du gouvernement Pierlot en exil durant la Seconde Guerre mondiale, et du prince régent durant la Question royale, puis comme représentant permanent de la Belgique auprès de l'Otan ont fait de lui un témoin important de la vie politique belge et internationale de ces différentes périodes.

## Biographie
André de Staercke est issu d'une famille d'industriels du textile de la bourgeoisie gantoise. Après des études chez les Jésuites, il obtient le diplôme de candidat en philosophie et lettres aux Facultés universitaires Notre-Dame de la Paix à Namur, puis le titre de docteur en droit à l'université catholique de Louvain, il approfondit ensuite le droit à Paris, où il soutient une thèse sur « La création du Conseil d'État en Belgique ».
Peu avant l'éclatement de la guerre, il entre au cabinet du premier ministre Hubert Pierlot.  Au printemps 1942, celui-ci réfugié à Londres, appelle De Staercke resté en Belgique pour occuper les fonctions de chef de cabinet et de secrétaire du Conseil des ministres en exil. Pour De Staercke, c'est un périlleux périple clandestin qui prend deux mois au travers de la France occupée, de l'Espagne hostile et du Portugal, avant de rejoindre l'Angleterre via Gibraltar. Il effectue le voyage en compagnie du fils de Paul-Henri Spaak, membre du gouvernement de Londres, Fernand, ce qui sera à l'origine de liens profonds d'amitié avec ce dernier. Durant la guerre, De Staercke noue aussi des relations d'amitiés avec Winston Churchill, au point que celui-ci veut lui faire épouser sa fille. Puis, il se lie avec le président du Portugal António de Oliveira Salazar qu'il rencontre pour la première fois en 1943, alors qu'il est chargé d'une mission diplomatique qu'il mène à bien relativement à un conflit entre le Congo belge et l'Angola portugais.
Après le retour du gouvernement en Belgique à la libération, il est convoqué en février 1945 au palais royal de Bruxelles, où après une entrevue avec le prince Charles, on lui propose d'occuper la fonction de secrétaire du Régent. Il en deviendra le principal conseiller politique, et durant les six années qu'il passe au côté du prince, exerce une influence notable.
Lorsque la régence prend fin en 1950, De Staerke est amené à quitter la scène politique belge en raison de son rôle auprès du régent qui le fait considérer par certains comme l'un des responsables de l'abdication du roi Léopold III. Malgré cela, il nouera des contacts de confiance avec le roi Baudouin dont il inspirera même des discours. Paul van Zeeland le fait nommer au poste d'ambassadeur représentant la Belgique auprès de l'Otan créé en 1948. En 1966, alors qu'il remplit depuis 1957 les fonctions de Doyen du Conseil de l'OTAN, il lui incombe de résoudre les problèmes de transfert du siège de Paris à Bruxelles, à la suite du retrait de la France de la structure militaire intégrée. Il est contraint de quitter l'organisation en 1976, bien qu'il n'ait pas atteint l'âge de la retraite, en raison de son refus de prouver sa connaissance du néerlandais en passant l'examen exigé du corps diplomatique par le ministre des Affaires étrangères de l'époque, exigence qu'il considère comme humiliante alors qu'il est flamand et parfaitement bilingue.
À partir de 1980, il entame une nouvelle carrière de conseiller auprès de différentes sociétés internationales.
Durant sa carrière, de Staercke écrit de nombreux discours pour différentes personnalités, parmi lesquels Paul-Henri Spaak, le roi Baudouin, ou encore, Bill Clinton à l'occasion du cinquantième anniversaire du Débarquement.

## Mémoires posthumes
André de Staercke a l'habitude de prendre note scrupuleusement dans son carnet de tous les évènements marquants. Sur les conseils de Winston Churchill, il entreprend à trente-six ans de rédiger ses mémoires à partir de ses notes. À la fin de la Régence, il décide cependant de ne pas les publier, en raison du traumatisme politique récent créé par les suites de la Question royale. Ce n'est qu'à la fin de sa vie, après avoir fait la connaissance de l'historien Jean Stengers, qu'il lui confie ses textes, le chargeant de leur publication posthume, ne désirant pas qu'ils soient rendus publics de son vivant pour ne pas susciter de remous.
Jean Stengers meurt en 2002 quelques mois seulement après André de Staercke après avoir eu le temps de rédiger une introduction aux Mémoires. Le travail est poursuivi par Ginette Kurgan-van Hentenryk, historienne de l'Université libre de Bruxelles. Le livre parait en 2003 aux éditions Racine sous le titre: Mémoires sur la Régence et la Question royale, « Tout cela a passé comme une ombre »  (ISBN 2-87386-316-1).
L'ouvrage, qui contient différents témoignages et documents historiques inédits, éclaire d'un jour nouveau la vie politique belge de l'immédiat après-guerre ; bien que De Staercke écrive ne pas avoir fait un travail d'historien, revendiquant le droit à prendre parti et précise ne pas avoir modifié les textes écrits « à chaud » peu de temps après les faits. Il y peint un portrait sans concession de Léopold III, qu'il qualifie de « roi lamentable ».
Le livre se compose de trois parties. La première, les mémoires proprement dits, comprend différents chapitres relatifs aux rapports entre les gouvernements Pierlot et Van Acker et le roi durant une période comprenant l'occupation et la fin de la guerre et s'achevant en mai 1945. La deuxième partie est constituée des portraits de Churchill, Salazar et van Zeeland. La troisième partie se compose de notes en style télégraphiques provenant des carnets de Staercke, et de documents et lettres inédits conservés dans les archives de l'ULB, dont les dernières lettres échangées fin 1982 entre Léopold III et le prince Charles, quelques mois avant leurs morts à tous deux, et qui révèlent l'impossibilité de leur réconciliation.